# Renny Harlin
Renny Harlin (Riihimaki, Finska, 15. ožujka 1959.), hollywoodski redatelj, finskog podrijetla. 
Odrastao je pod imenom Renny Lauri Mauritz Harjola. Filmski rad je započeo u rodnoj Finskoj, a sredinom osamdesetih seli u SAD gdje ostvaruje značajnu karijeru. 
Ocjene njegovih filmova su često vrlo oprečne pa je tako, premda se čini da je miljenik kritičara, nekoliko puta bio nominiran za filmsku "antinagradu" Zlatna malina.

## Filmografija
Najznačajniji filmovi koje je režirao: 
- Umri muški 2, 1990.
- Cliffhanger, 1993.
- Mindhunters, 2004.